# Roff
Roff és un poble dels Estats Units a l'estat d'Oklahoma. Segons el cens del 2000 tenia 734 habitants.

## Demografia
Segons el cens del 2000, Roff tenia 734 habitants, 287 habitatges, i 206 famílies. La densitat de població era de 301,5 habitants per km².
Dels 287 habitatges en un 35,9% hi vivien nens de menys de 18 anys, en un 55,1% hi vivien parelles casades, en un 11,5% dones solteres, i en un 28,2% no eren unitats familiars. En el 26,5% dels habitatges hi vivien persones soles el 15,7% de les quals corresponia a persones de 65 anys o més que vivien soles. El nombre mitjà de persones vivint en cada habitatge era de 2,56 i el nombre mitjà de persones que vivien en cada família era de 3,08.
Per edats la població es repartia de la següent manera: un 27,4% tenia menys de 18 anys, un 9,3% entre 18 i 24, un 27,5% entre 25 i 44, un 19,9% de 45 a 60 i un 15,9% 65 anys o més.
L'edat mediana era de 36 anys. Per cada 100 dones de 18 o més anys hi havia 90,4 homes.
La renda mediana per habitatge era de 21.576 $ i la renda mediana per família de 30.156 $. Els homes tenien una renda mediana de 30.125 $ mentre que les dones 15.250 $. La renda per capita de la població era de 12.157 $. Entorn del 19% de les famílies i el 18,8% de la població estaven per davall del llindar de pobresa.

## Poblacions més properes
El següent diagrama mostra les poblacions més properes.